# De vier vuisten van de duivel
De vier vuisten van de duivel (Italiaans: ...continuavano a chiamarlo Trinità; Engels: Trinity is still my name) is een Italiaanse spaghettiwestern uit 1971 met in de hoofdrollen Terence Hill en Bud Spencer. Het is het vervolg van De linker- en de rechterhand van de duivel uit 1970. De film was in 1971 de meest bezochte film in Italië.

## Verhaal
De film gaat over twee broers Bambino en Trinity, die in het Wilde Westen als paardendieven rondkomen maar in onmin met elkaar leven.
De film start met Bambino die met een zadel door de woestijn loopt en vier rustende dieven tegenkomt. Hij vraagt hen om een paar kogels, doet deze in zijn pistool en berooft de dieven van hun paarden en bonenschotel. Hierna verschijnt Trinity, liggend op een travois achter een paard. De dieven hebben opnieuw een bonenschotel gemaakt en Trinity berooft hen hiervan. Trinity rijdt naar zijn ouderlijk huis waar hij zijn broer Bambino in bad treft. Als Trinity ook in bad is geweest wordt er geluncht. De vier dieven komen verhaal halen maar het resultaat is dat ze door de moeder van Bambino en Trinity onder schot worden gehouden en deze keer hun geld en wapens moeten inleveren.
Die nacht doet hun vader een poging om te twee broers te herenigen door net te doen alsof hij sterft en hij laat Bambino beloven dat hij Trinity zal opleiden tot de meest succesvolle dief van het westen. Wanneer ze op pad gaan treffen ze een huifkar die niet verder kan omdat een wiel gebroken is. Bambino wil hen beroven maar achterin blijkt een mooie meid te zitten genaamd Perla. Trinity valt voor haar en ze zullen elkaar in de film nog vaker treffen. Bambino en Trinity doen zich voor als Federale agenten, vervangen het wiel en geven de familie ook nog geld mee.
De twee broers gaan naar de stad. In de saloon zien ze een groepje poker spelen maar elke keer verliezen ze van de hipste en meest gewiekste speler, genaamd Wild Card Hendricks. Trinity en Bambino schuiven aan en spelen mee. Bij het eerste potje worden de kaarten gedeeld door Hendricks die ongetwijfeld vals speelt en Trinity past. De tweede rond deelt Trinity maar niet nadat hij zijn tafelgenoten geïmponeerd heeft door de kaarten op een onmogelijke wijze te schudden. Zijn tafelgenoten willen dat hij de bovenste kaarten van het stapeltje aflegt. dit doet hij maar legt ze ongemerkt meteen weer terug. Alle spelers denken fantastische kaarten te hebben en zetten hoog in. Trinity blijkt zichzelf beste kaarten te hebben gegeven en int het geld. Hendricks beschuldigt Trinity van valsspelen. Trinity is niet onder de indruk maar Hendricks wil een duel. Aan de bar laat Trinity zien dat hij supersnel klappen kan uitdelen en tegelijk zijn pistool en dat van Hendricks kan afpakken en ook weer terugstoppen. Intussen slaat Bambino de andere spelers neer. Hendricks verlaat de saloon maar probeert bij de deur nog om Trinity neer te schieten maar deze schiet hem moeiteloos het pistool uit handen.
Met het gewonnen geld steken de broers zich in dure kleren. Eenmaal buiten treffen ze de familie die aan iedereen vertellen dat de broers federale agenten zijn. De broers gaan uit eten in een sjiek restaurant maar blijken totaal geen tafelmanieren te hebben en geen idee te hebben van hoe het er in een restaurant aan toe gaat. In het restaurant zit een boef die plaatselijk de baas is en deze heeft gehoord dat hij met federale agenten te maken heeft die hij om moet gaan kopen. Buiten biedt hij hen 4.000 dollar om een oogje dicht te knijpen.
De broers gaan te paard naar een stad genaamd San José. In de saloon herkennen ze een aantal criminelen en na een vechtpartij leveren ze deze af bij de plaatselijke sheriff en incasseren de premie. De sheriff voelt zich overduidelijk ongemakkelijk met de situatie. Hij zegt hen dat ze beter uit de buurt van de missie kunnen blijven. De broers gaan er toch heen om uit te zoeken wat daar aan de hand is.
Aangekomen in de missie gaat Bambino biechten. De lijst met misdaden die hij noemt is lang maar de kijker hoort het niet omdat er orgelmuziek overheen te horen is maar de priester is duidelijk geschokt. Die avond ontdekken ze dat de missie gebruikt wordt om wapens te smokkelen, in opdracht van de man die hen eerder 4.000 dollar had gegeven. De wapens worden door de broers in beslag genomen maar de volgende dag volgt een gevecht tussen de smokkelaars en de echte monniken onder aanvoering van de broers. Uiteindelijk komt een groep marshals hen helpen. De broers hadden het buitgemaakte geld natuurlijk zelf willen houden maar om hun voorkomen als federale agenten hoog te houden geven ze het af aan de marshals. Hierna treffen ze de familie met de huifkar weer aan, hun paden al vaker gekruist, en Trinity rijdt weer naar ze toe om ze te helpen.

## Rolverdeling
| Acteur             | Personage                           |
| ------------------ | ----------------------------------- |
| Terence Hill       | Trinity                             |
| Bud Spencer        | Bambino                             |
| Yanti Somer        | Perla                               |
| Enzo Tarascio      | Mitch, de sheriff                   |
| Harry Carey Jr.    | Vader van Trinity en Bambino        |
| Pupo De Luca       | Prior                               |
| Jessica Dublin     | 'Farrah' de moeder                  |
| Dana Ghia          | Perla's moeder                      |
| Emilio Delle Piane | Parker                              |
| Enzo Fiermonte     | Perla's vader                       |
| Antonio Monselesan | Wildcat Hendricks (als Tony Norton) |

## Trivia
- In de film doen de hoofdrolspelers zich voor als federale agenten, maar de FBI werd pas in 1908 opgericht en toen waren de tijden van het Wilde Westen al voorbij.